# داني لينون
داني لينون (بالإنجليزية: Danny Lennon)‏ هو مدرب كرة قدم ولاعب كرة قدم بريطاني في مركز الوسط، ولد في 6 أبريل 1969 في وايتبرن ‏ في المملكة المتحدة. شارك مع منتخب إيرلندا الشمالية لكرة القدم من الدرجة الثانية ‏. أما مع النوادي، فقد لعب مع ريث روفرز ونادي آير يونايتد ونادي بارتيك ثيسل ونادي روس كاونتي ونادي كاودينبيث ونادي هيبرنيان ونادي ووركينغتون.

## وصلات خارجية
- داني لينون على موقع قاعدة بيانات كرة القدم.إي يو (الإنجليزية)
- داني لينون على موقع قاعدة بيانات كرة القدم.إي يو (الإنجليزية)
- داني لينون على موقع Soccerbase.com (لاعب) (الإنجليزية)
- داني لينون على موقع Soccerbase.com (مدرب) (الإنجليزية)